# 이소원
이소원(2008년 3월 8일~)은 대한민국의 가수 겸 국악인이다. 어언 1년여의 음악 훈련 끝에 2021년 싱글 음반 《엄마》로 정식 가수 데뷔를 했다.

## 학력
- 원중초등학교(졸업)
- 국립전통예술중학교(졸업)
- 국립전통예술고등학교(재학)

## 방송
- 내일은 미스트롯 2(2020) - Top49(36위)
- 미스트롯 2 7공주 스페셜(2021)
- 내일은 국민가수(2021) - Top30(28위)

## 음반
- 엄마(2021)
- 국민가수 팀 미션 PART2(2021)